# 聖籠新発田インターチェンジ
聖籠新発田インターチェンジ（せいろうしばたインターチェンジ）は、新潟県北蒲原郡聖籠町大字大夫にある日本海東北自動車道（高速自動車国道）・国道7号新新バイパスのインターチェンジ。新新バイパスのうち本IC以西は地域高規格道路新潟東西道路に指定されている。

## 概要
聖籠町と新発田市との市町境付近に位置しており、新発田市中心部への最寄りICである。
日本海東北自動車道と新新バイパスのジャンクションの構造になっており、バイパス外への流入・流出はできない。なお、日東道・上下線のランプウェイ間には高速バス停留所が設けられている。

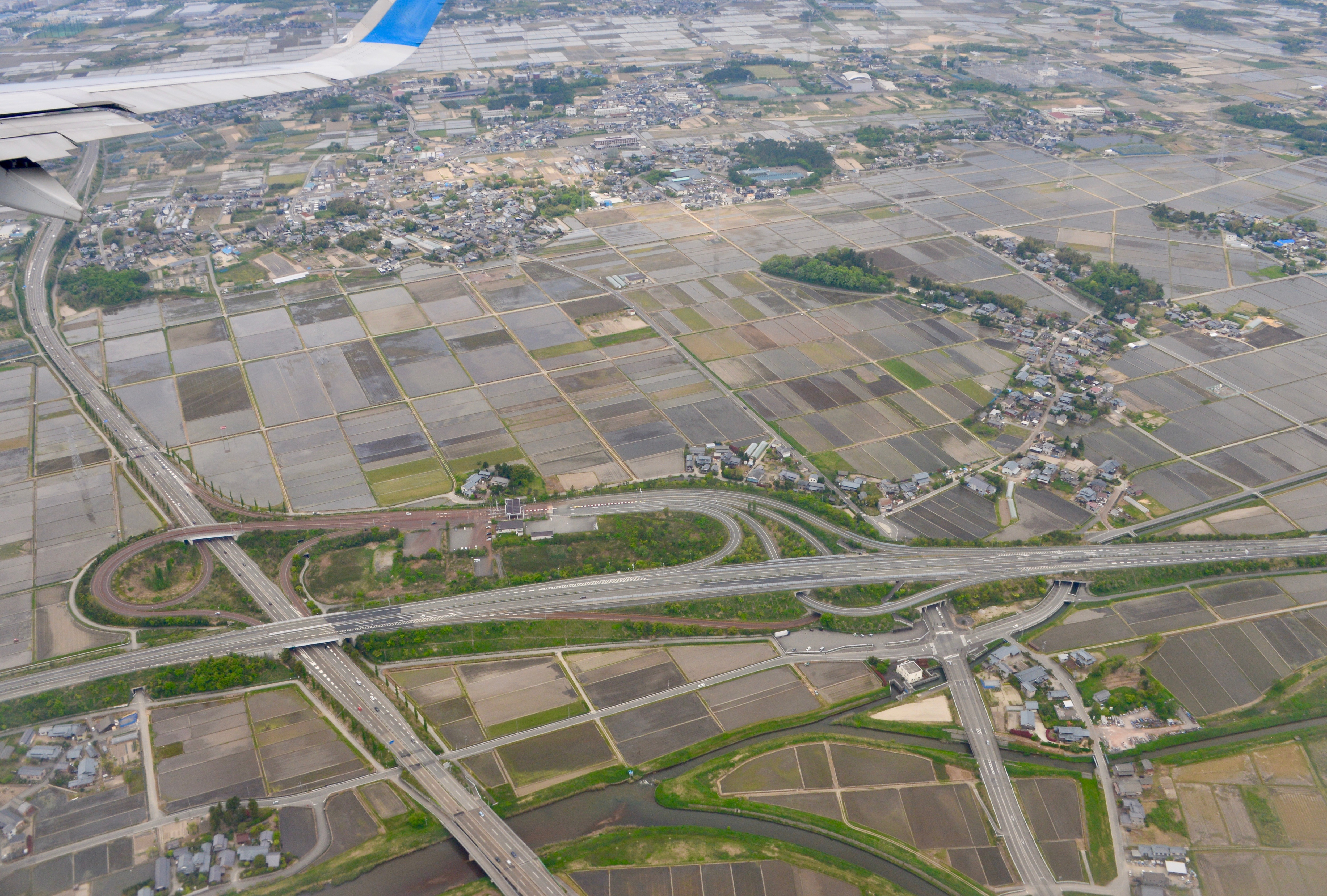
上空から見たIC
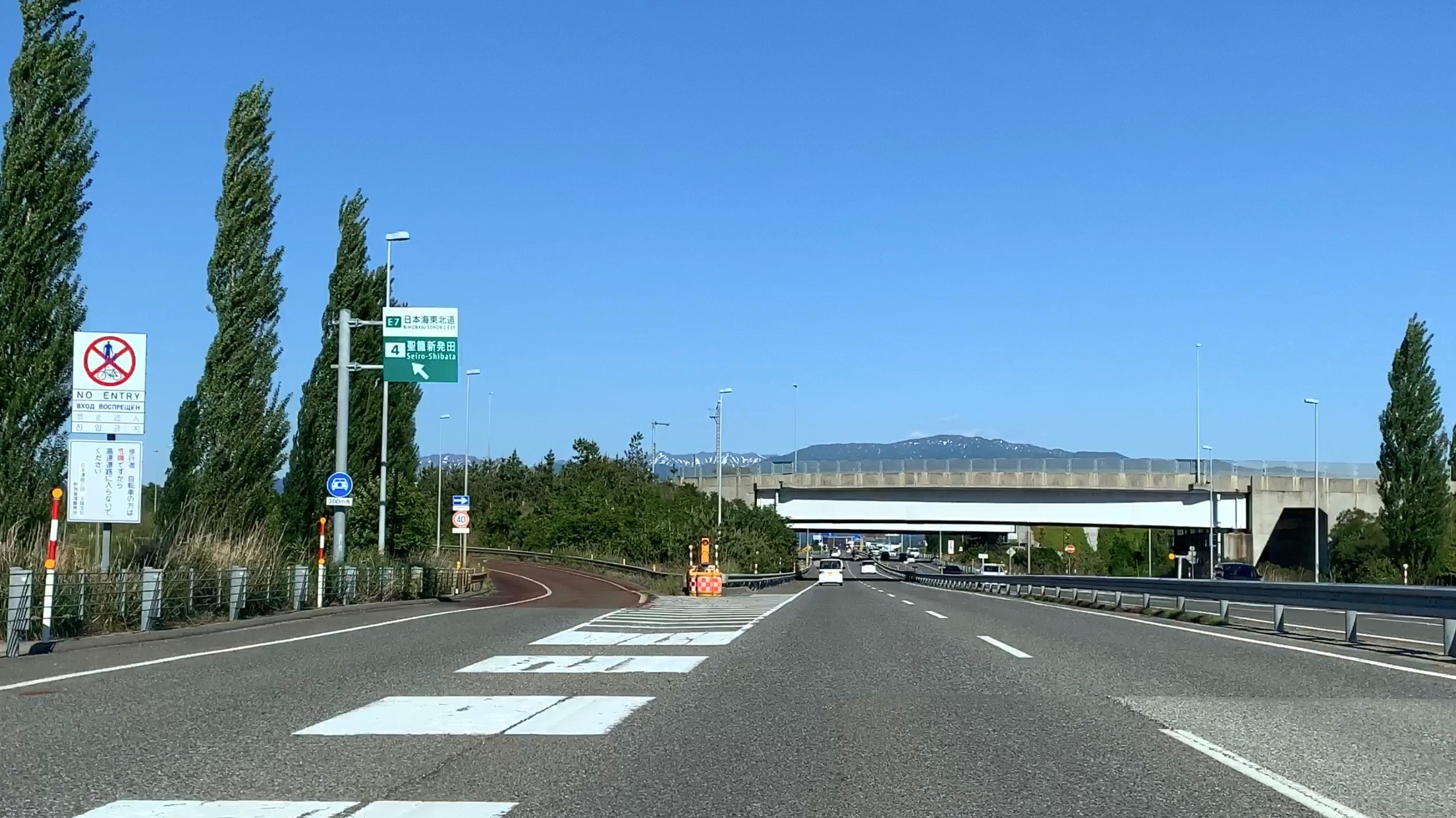
新新バイパス側から見たIC（2020年5月）

## 接続する道路
- E7 日本海東北自動車道
- 国道7号 新新バイパス

## 歴史
- 2002年（平成14年）
  - 5月26日：新潟空港IC - 聖籠新発田IC間開通に伴い、供用開始
  - 10月20日：聖籠新発田IC - 中条IC間開通。

## 料金所
- ブース数：4

### 入口
- ブース数：2
  - ETC専用：1
  - 一般：1

### 出口
- ブース数：2
  - ETC専用：1
  - 一般：1

## 聖籠新発田バスストップ
日東道・IC内にある高速バス停留所。上下線ともランプウェイ間に本線に沿う形で設置されており、停車後はすぐ本線に入って走行できる構造になっている。

### 停車路線
- Zao号（万代シテイバスセンター - 山交バスターミナル）

## 周辺
- 新潟東港
- 敬和学園大学

## 隣
E7 日本海東北自動車道
(3)豊栄新潟東港IC - (4)聖籠新発田IC/BS - 加治川紫雲寺BS - (5)中条IC
国道7号新新バイパス
聖籠IC - 聖籠新発田IC - 新発田IC